# Чифлик (община Пехчево)

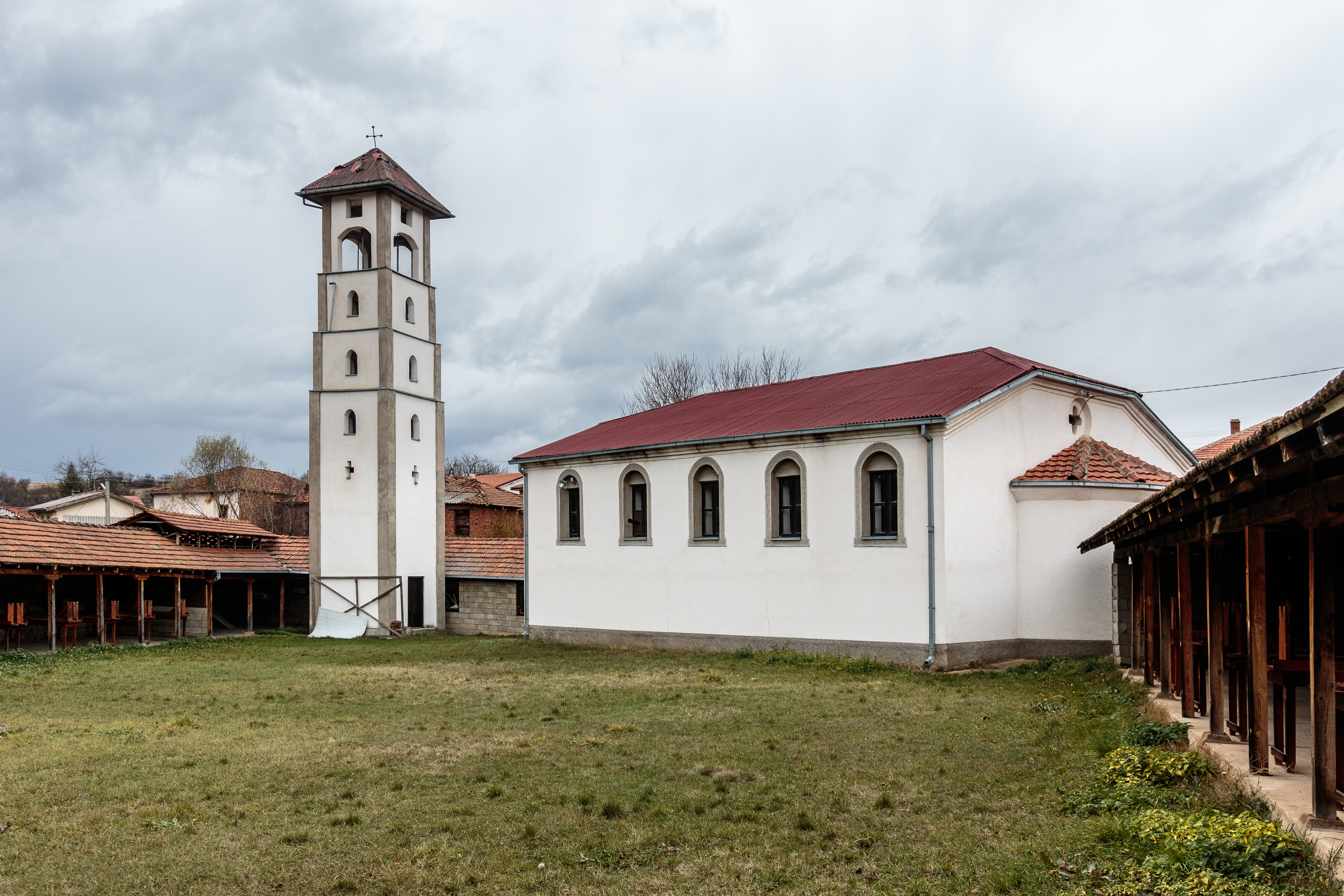
Церква Івана Богослова

Чифлик (мак. Чифлик) — село у Північній Македонії, яке входить до общини Пехчево, що в Східному регіоні країни.
Громада складається з — 321 особа (перепис 2002): 319 македонців і 2 серби. Село розкинулося в гірській місцевості (середні висоти — 900 метрів) історико-географічної місцини Мелешево.